# NGC 1749
NGC 1749 је расејано звездано јато у сазвежђу Златна риба које се налази на NGC листи објеката дубоког неба.
Деклинација објекта је - 68° 11' 20" а ректасцензија 4h 54m 56,1s. Привидна величина (магнитуда) објекта NGC 1749 износи 13,6 а фотографска магнитуда 13,6. NGC 1749 је још познат и под ознакама ESO 56-SC26.